# Збихово
Збихово (пол. Zbychowo) — село в Польщі, у гміні Вейгерово Вейгеровського повіту Поморського воєводства.
Населення — 624 особи (2011).
У 1975-1998 роках село належало до Гданського воєводства.

## Демографія
Демографічна структура станом на 31 березня 2011 року:
|          | Загалом | Допрацездатний вік | Працездатний вік | Постпрацездатний вік |
| -------- | ------- | ------------------ | ---------------- | -------------------- |
| Чоловіки | 321     | 85                 | 209              | 27                   |
| Жінки    | 303     | 75                 | 178              | 50                   |
| Разом    | 624     | 160                | 387              | 77                   |